# Interlachen
Interlachen é uma vila localizada no estado americano da Flórida, no condado de Putnam. Foi incorporada em 1888.

## Geografia
De acordo com o United States Census Bureau, a vila tem uma área de 16,6 km², onde 15,2 km² estão cobertos por terra e 1,3 km² por água.

### Localidades na vizinhança
O diagrama seguinte representa as localidades num raio de 32 km ao redor de Interlachen.

## Demografia
Segundo o censo nacional de 2010, a sua população é de 1 403 habitantes e sua densidade populacional é de 92,13 hab/km². Possui 682 residências, que resulta em uma densidade de 44,8 residências/km².